# ورم الأديم العصبي الظاهر البدائي
ورم الأديم العصبي الظاهر البدائي هو ورم خبيث (سرطاني) ورم العرف العصبي. وهو ورم نادر، يحدث عادة لدى الأطفال والشباب الذين تقل أعمارهم عن 25 عامًا. يبلغ معدل البقاء على قيد الحياة لمدة 5 سنوات حوالي 53%.
يحصل الورم على اسمه لأن غالبية الخلايا في الورم مشتقة من الأديم العصبي، لكنها لم تتطور وتتميز في الطريقة التي يتطور بها العصبون الطبيعي، وبالتالي تظهر الخلايا «بدائية».
ينتمي ورم الأديم العصبي الظاهر البدائي إلى عائلة يوينغ للأورام.

## علم الوراثة
باستخدام النقل الجيني لمضاد T-SV40 الكبير في خلايا السلائف العصبية للفئران، تم إنشاء نموذج ورم في الدماغ. كان ورم الأديم العصبي الظاهر البدائي لا يمكن تمييزه من الناحية النسيجية عن نظيراته البشرية، وقد تم استخدامها لتحديد الجينات الجديدة المشاركة في سرطانة ورم الدماغ البشري.

## التشخيص

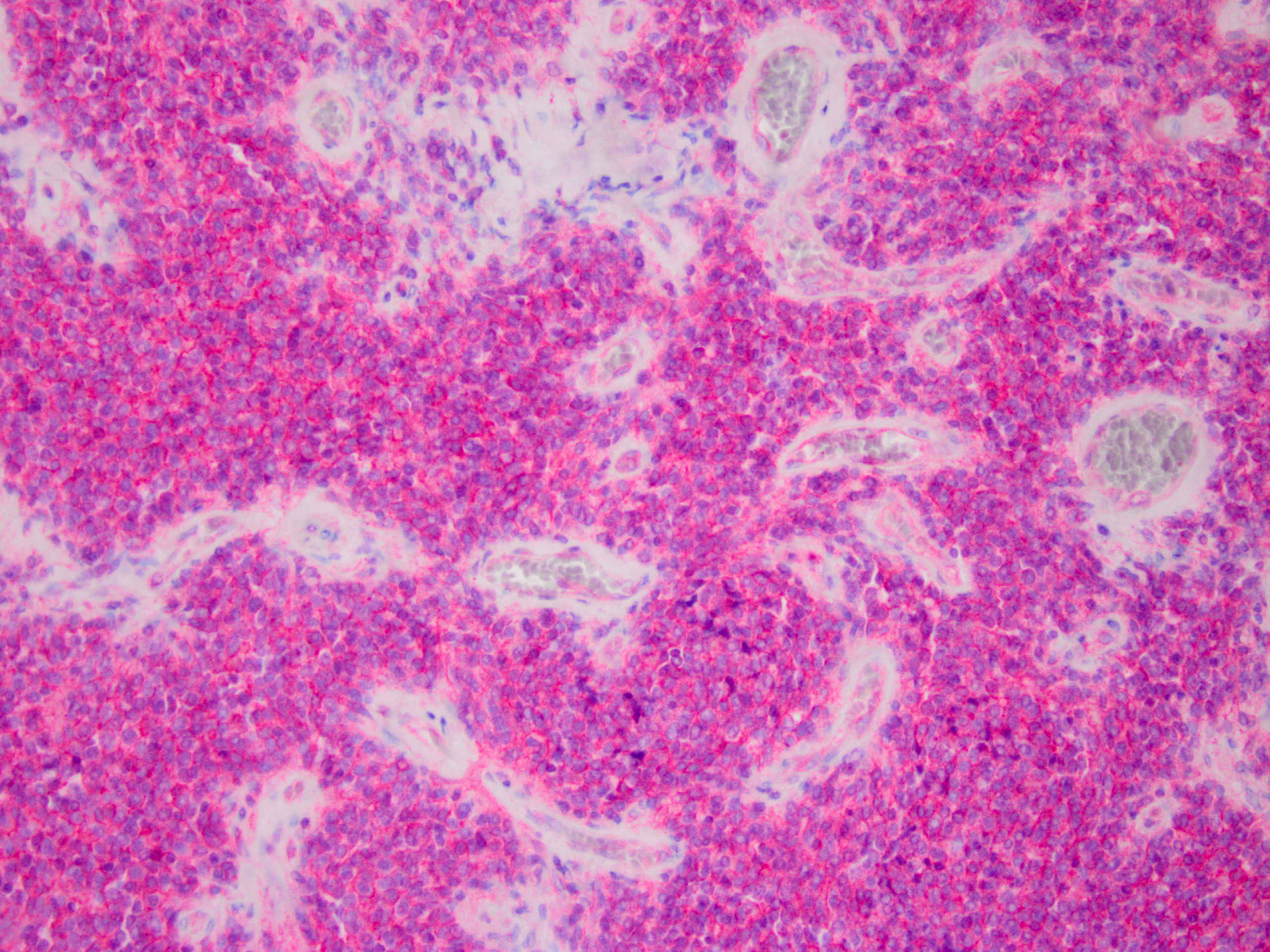
نسيج مصبوغ بصبغة CD99 يُظهر ورم الأديم العصبي الظاهر البدائي الطرفي

### التصنيف
يُصنّف ورم الأديم العصبي الظاهر البدائي إلى نوعين، بناءً على موقعه في الجسم: المحيطي وورم الأديم العصبي الظاهر البدائي في الجهاز العصبي المركزي.

#### ورم الأديم العصبي الظاهر البدائي الطرفي
يُعتقد الآن أن ورم الأديم العصبي الظاهر البدائي الطرفي أو المحيطي (pPNET) مطابق تقريبًا لساركومة يوينغ.
تشير الأدلة الحالية إلى أن كلا من ساركومة يوينغ وورم الأديم العصبي الظاهر البدائي لهما نمط ظاهري عصبي متشابه، ولأنهما يشتركان في انتقال الكروموسوم المتطابق، فيجب النظر إليهما على أنهما نفس الورم، ويختلفان فقط في درجة التمايز العصبي. الأورام التي تُظهر التمايز العصبي بواسطة الفحص المجهري الخفيف أو الكيمياء المناعية أو الميكروسكوب الإلكتروني تم تصنيفها تقليديًا على أنها ورم الأديم العصبي الظاهر البدائي، وتم تشخيص تلك التي لا تختلف عن هذه التحليلات على أنها ساركومة يوينغ.

#### ورم الأديم العصبي الظاهر البدائي في الجهاز العصبي المركزي

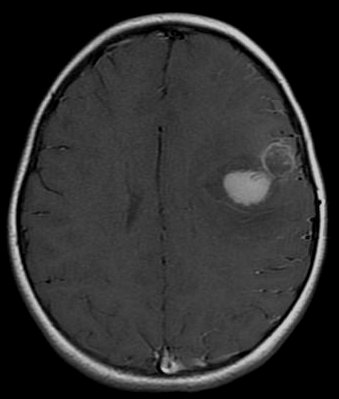
ورم الأديم العصبي الظاهر البدائي المركزي فوق الثانوي في مريض عمره 5 سنوات

يشير ورم الأديم العصبي الظاهر البدائي في الجهاز العصبي المركزي بشكل عام إلى ورم الأديم العصبي الظاهر البدائي فوق الثانوي.
- في الماضي كانت الأورام الأرومية النخاعية تعتبر ورم الأديم العصبي الظاهر البدائي. ومع ذلك، فهي متميزة جينيا ونسخيا وسريريا.
- أورام الأرومة الغاذية (بالإنجليزية: Pineoblastomas)‏ هي أورام جنينية تنشأ في الغدة الصنوبرية ومن المحتمل أن تكون متميزة عن ورم الأديم العصبي الظاهر البدائي فوق الثانوي.